# Đorđe Đurić (calciatore)
Đorđe Đurić (in serbo Ђорђе Ђурић?; Belgrado, 10 agosto 1991) è un calciatore serbo, difensore svincolato.

## Carriera
Ha giocato nella massima serie dei campionati serbo e montenegrino.

## Palmarès

### Club

#### Competizioni nazionali
- Coppa di Serbia: 1

Vojvodina: 2019-2020